# Chris Klein

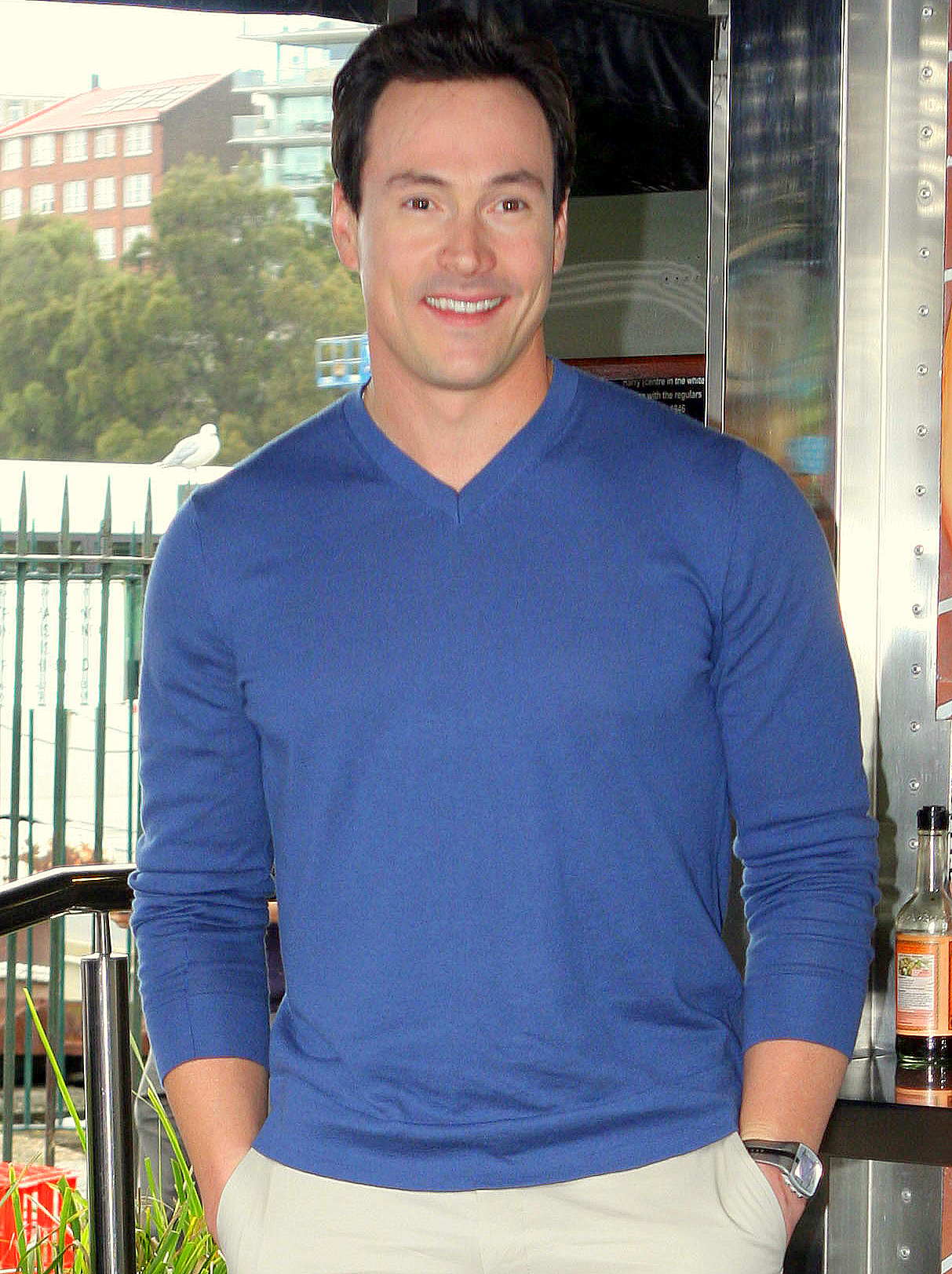
Chris Klein in Sydney (2012)

Frederick Christopher „Chris“ Klein (* 14. März 1979 in Hinsdale, Illinois) ist ein US-amerikanischer Schauspieler. Seine bekannteste Rolle ist die des Chris „Oz“ Ostreicher in der Filmreihe American Pie.

## Leben
Klein wuchs in Hinsdale im US-Bundesstaat Illinois auf und zog als Teenager nach Omaha in Nebraska. Schon in der Highschool wurde ihm seine erste Rolle als Schauspieler vom Regisseur Alexander Payne angeboten, der in Kleins Schule (Millard West High School) nach Drehorten für den Film Election suchte. Danach besuchte Klein die Texas Christian University, wo er Darstellende Kunst studierte.
Anfang 2004 verlobte sich Klein mit seiner langjährigen Freundin, der Schauspielerin Katie Holmes, 2005 trennten sie sich jedoch.
Im Februar 2005 wurde Klein wegen Fahrens unter Alkoholeinfluss festgenommen.
Im August 2015 heiratete er Laina Rose Thyfault. Die Eheschließung erfolgte auf einer Ranch im Bundesstaat Montana.

## Filmografie (Auswahl)
- 1999: Election
- 1999: American Pie – Wie ein heißer Apfelkuchen (American Pie)
- 2000: Here on Earth
- 2001: American Pie 2
- 2001: Ohne Worte (Say It Isn’t So)
- 2002: Rollerball
- 2002: Wir waren Helden (We were Soldiers)
- 2003: State of Mind (The United States of Leland)
- 2005: Wild X-Mas (Just Friends)
- 2006: American Dreamz – Alles nur Show (American Dreamz)
- 2005: Mein verschärftes Wochenende (The Long Weekend)
- 2007: The Good Life
- 2007: New York City Serenade
- 2008: American Nude
- 2008: Hank & Mike
- 2009: Mein Vater, seine Frauen und ich (The Six Wives of Henry Lefay)
- 2009: Street Fighter: The Legend of Chun-Li
- 2010: Caught in the Crossfire
- 2011–2014: Wilfred (Fernsehserie, 15 Episoden)
- 2012: American Pie: Das Klassentreffen (American Reunion)
- 2012: Raising Hope (Fernsehserie, Episode 3x06)
- 2014: Book of Love – Ein Bestseller zum Verlieben (Authors Anonymous)
- 2015: Motive (Fernsehserie, Episode 3x07)
- 2016: Game of Aces
- 2018: The Competition
- 2018–2019: The Flash (Fernsehserie, 16 Episoden)
- 2019: Benchwarmers 2: Breaking Balls
- 2020–2023: Süße Magnolien (Sweet Magnolias, Fernsehserie, 30 Episoden)
- 2025: Fear Street: Prom Queen